# Ahmad Ibn Baba
Ahmad Ibn Baba fue un poeta y jurista malikí del siglo XIX activo en Mauritania fallecido en Medina en 1880. Fue teólogo de la Ashariyyah e imán tiyaní conocido por su obra tariqa Mounyat al-Mourid. Está enterrado en el cementerio de Al Baqi junto a la Mezquita del Profeta.